# Ружиця (річка)
Ружиця (пол. Rurzyca) — річка в Польщі, у Грифінському повіті Західнопоморського воєводства. Права притока Одри (басейн Балтійського моря).

## Опис
Довжина річки 44,4 км, висота витоку над рівнем моря — 65 м, висота гирла над рівнем моря — 1 м, найкоротша відстань між витоком і гирлом — 26,81 км, коефіцієнт звивистості річки — 1,66. Площа басейну водозбору 430,7 км².

## Розташування
Бере початок на відстані приблизно 3 км на південно-східній стороні від села Гоголиць ґміни Тшцинсько-Здруй. Спочатку тече переважно на північний захід до міста Тшцинсько-Здруй, там повертає на північний захід і тече через село Рурку, місто Хойна. У селі Огниця ґміни Відухова впадає в річку Одру.
Притоки: Ведельський Потік, Сарбиця, Ментниця, Калиця (ліві); Колбиця, Ружичка, Спіглиця (праві).

## Цікавий факт
- Річка пропливає через озеро Кляшторне та Тжигловське.[1]